# Andrea Palmisano
Andrea Palmisano (ur. 1 lutego 1988 w Rzymie) – włoski wioślarz.

## Osiągnięcia
- Mistrzostwa Świata Juniorów – Brandenburg 2005 – czwórka bez sternika – 6. miejsce[1].
- Mistrzostwa Świata Juniorów – Amsterdam 2006 – czwórka bez sternika – 4. miejsce[1].
- Mistrzostwa Świata U-23 – Glasgow 2007 – czwórka ze sternikiem – 1. miejsce[1].
- Mistrzostwa Europy – Poznań 2007 – dwójka bez sternika – 3. miejsce[1].
- Mistrzostwa Europy – Ateny 2008 – dwójka bez sternika – 4. miejsce[1].
- Mistrzostwa Świata U-23 – Račice 2009 – czwórka ze sternikiem – 2. miejsce[1].
- Mistrzostwa Europy – Montemor-o-Velho 2010 – czwórka bez sternika – 4. miejsce[1].